# هنري هاريسون سوان
هنري هاريسون سوان (بالإنجليزية: Henry Harrison Swan)‏ هو قاضٍ ومحامٍ وسياسي أمريكي، ولد في 2 أكتوبر 1840، وتوفي في 12 يونيو 1916.

## التعليم والعمل
ولد هنري سوان في ديترويت، ميشيغانانتسب سوان لنقابة المحامين في 1867. مارس المحاماة في كاليفورنيا عام 1967 وفي ديترويت منذ 1869 حتى 1870. كان سوان مساعد محامي في المقاطعة الشرقية في ميشيغان من 1870 إلى 1877، وعاد بعد ذلك لممارسة المحاماة لحسابه الخاص في ديترويت من 1877 إلى 1891. كان محاضراً غير مقيم لقانون الأميرالية في كلية القانون في جامعة ميشيغان من 1893 إلى 1911.

## الخدمة في القضاء الاتحادي
في 13 يناير 1891، رشّح الرئيس بنجامين هاريسون القاضي سوان لمقعدفي المحكمة الجزائية الأمريكية في المنطقة الشرقية من ميشيغان خلفاً للقاضي هنري بيلينجز براون. أقرّ مجلس الشيوخ الأمريكي هذا في 19 يناير 1891، وتسلّم مهامه في نفس اليوم. استمر في هذا المنصب حتى تقاعده في 1 يوليو 1911.

## الوفاة
توفي سوان في 12 يونيو عام 1916، في غروس بوينت، ميشيغان.